# Энфитотия
Энфито́тия (также энфити́я, от греч. ἐν- — в, на; φυτόν — растение) — массовое распространение инфекционной болезни растений на одной и той же территории, в течение ряда лет имеющее незначительные колебания. Термин образован по аналогии с эндемия, энзоотия. Является слабой массовой формой поражения растений, в сравнении с эпифитотией и панфитотией.
| Данный термин входит в следующую группу терминов: |               |               |                 |
|                                                   | -деми-        | -зоо-         | -фито-          |
| Эн-                                               | Эндемия       | Энзоотия      | Энфитотия       |
| Эпи-                                              | Эпидемия      | Эпизоотия     | Эпифитотия      |
| Эпи-…-логия                                       | Эпидемиология | Эпизоотология | Эпифитотиология |
| Пан-                                              | Пандемия      | Панзоотия     | Панфитотия      |